# Борцовский сельсовет (Новосибирская область)
Борцовский сельсовет — сельское поселение в Тогучинском районе Новосибирской области Российской Федерации.
Административный центр — село Борцово.

## История
Статус и границы сельского поселения установлены Законом Новосибирской области от 2 июня 2004 года № 200-ОЗ «О статусе и границах муниципальных образований Новосибирской области»

## Население
| 2002 | 2010 | 2012 | 2013 | 2014 | 2015 | 2016 |
| ---- | ---- | ---- | ---- | ---- | ---- | ---- |
| 1066 | ↘937 | ↘917 | ↘894 | ↘859 | ↘849 | ↘843 |
| 2017 | 2018 | 2019 | 2020 | 2021 |      |      |
| ↗846 | ↘827 | ↗839 | ↘827 | ↗831 |      |      |

## Состав сельского поселения
| № | Населённый пункт | Тип населённого пункта       | Население |
| - | ---------------- | ---------------------------- | --------- |
| 1 | Борцово          | село, административный центр | ↘776      |
| 2 | Изынский         | посёлок                      | ↘120      |
| 3 | Отгонка          | населённый пункт             | ↘41       |